# Carlo Emanuele Malaspina
(Giovanni Fantoni, detto il Labindo)
Carlo Emanuele Malaspina (Fosdinovo, 31 maggio 1752 – Pisa, 14 gennaio 1808) è stato un nobile italiano. Figlio di Gabriele III Malaspina, fu il sedicesimo e ultimo marchese di Fosdinovo.

## Biografia
Carlo Emanuele Malaspina (più raramente Carlo II Emanuele Malaspina, considerando suo nonno Carlo Francesco Agostino Malaspina come Carlo I), era figlio del marchese di Fosdinovo Gabriele III Malaspina (1722-1758).
Dopo un anno di reggenza da parte della marchesa madre e moglie di seconde nozze Isabella Orsucci, successe al padre Gabriele III. Carlo Emanuele dimostrò di essere un marchese colto e raffinato, nonché sovrano illuminato. Il suo marchesato fu all'insegna del mecenatismo e del finanziamento alla cultura: sostenuto anche dalla consorte Eugenia Pinelli Salvago, nobildonna genovese, incrementò le biblioteche del castello di Fosdinovo, restaurò ed ampliò nel 1770 l'antico teatro dotandolo di palchetti in legno intarsiato, sostenne e patrocinò la creazione di compagnie teatrali, si circondò di uomini illustri e di intellettuali.
Il marchese era amico di Giovanni Fantoni, poeta fivizzanese, dal tempo in cui, da giovani, erano stati compagni nel collegio "Nazareno" di Roma. Grazie alla corrispondenza conservata all'archivio di Massa tra Carlo Emanuele e Giovanni, accademico dell'Arcadia con il nome di Labindo, conosciamo le ristrutturazioni apportate all'edificio del teatro in stile barocchetto genovese. Negli anni successivi il teatro rimase attivo in due stagioni annuali, a carnevale e durante l'estate. Con l'arrivo di Napoleone nel 1797 e l'abolizione dei feudi, il teatro cessò la sua attività e venne trasformato in civile abitazione.

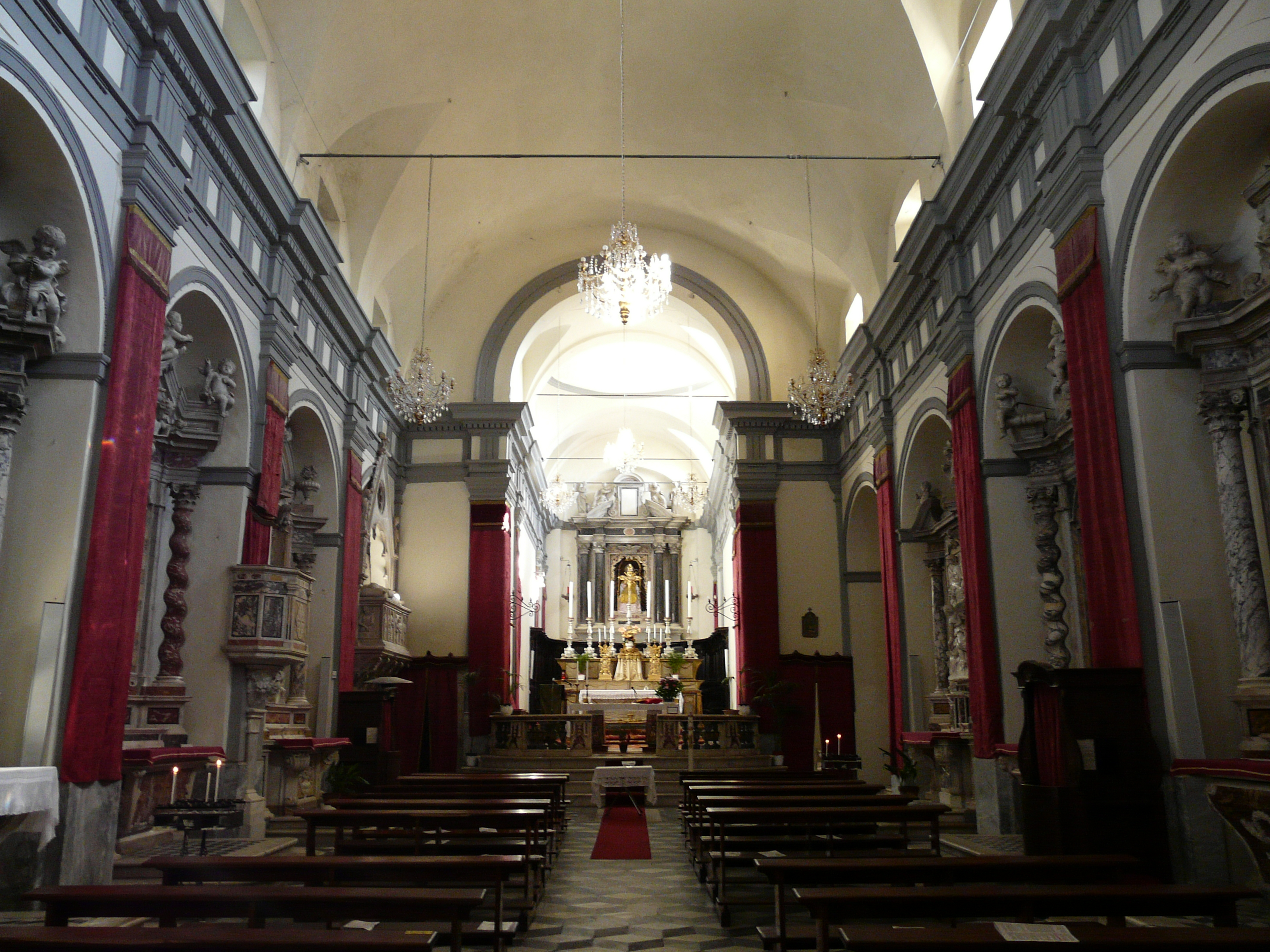
Interno della chiesa di San Remigio (Fosdinovo) a Fosdinovo

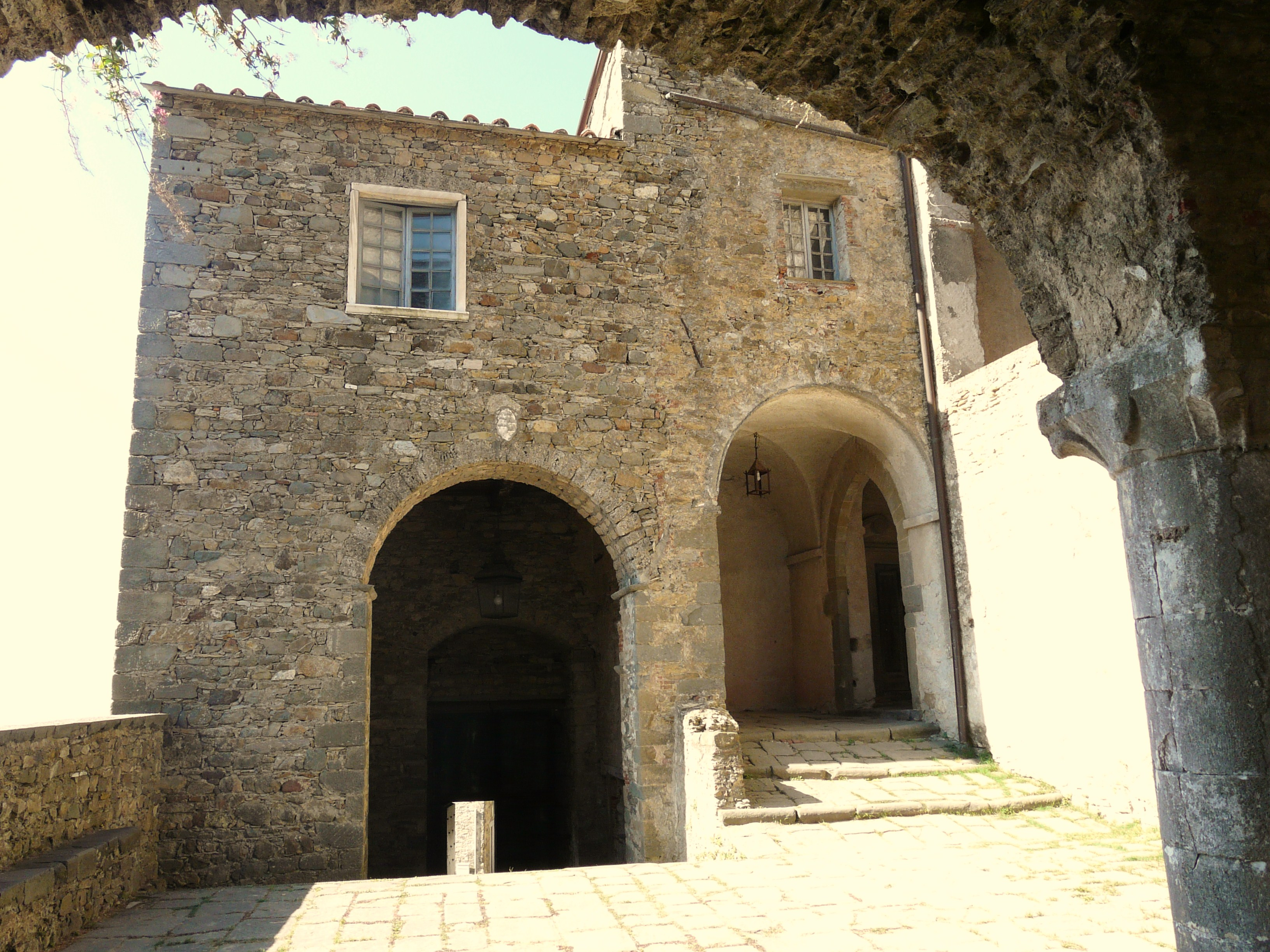
Ingresso del castello Malaspina di Fosdinovo

Nel 1759 il marchese istituì il monte frumentario per distribuire d'inverno e in primavera le granaglie ai coloni e ai poveri possidenti terrieri, per poi riavere il corrispettivo dopo il raccolto con un piccolo aumento destinato ad opere di beneficenza o ad un supplemento allo stipendio del maestro di scuola.
In aggiunta a tutto questo, ebbe un occhio di riguardo anche per lo sport in un'epoca ancora così lontana da ogni forma di evento sportivo propriamente moderno: realizzò all'esterno delle vecchie mura un'arena per giocarvi al calcio fiorentino (1789), luogo conosciuto come Il fosso.
Durante l'amministrazione di Carlo Emanuele Malaspina, il 26 luglio 1790, Fosdinovo fu epicentro di un terremoto.
Nel 1797, il marchese di Fosdinovo, dopo le prime vittorie di Napoleone Bonaparte contro gli austriaci, aderì favorevolmente all'abolizione dei feudi imperiali imposta dal generale francese con il decreto del 2 luglio 1797, rinunciando alla potestà sovrana sulle terre che per secoli erano appartenute alla sua famiglia e dando vita alla nuova municipalità fosdinovese. Successivamente, però, Carlo Emanuele decise di riprendere il potere nel feudo e lo mantenne per pochi mesi nel 1802, forse dopo aver assistito ad un corso degli eventi che non si aspettava, mettendo in atto un duro processo contro i rivoluzionari. 
Sempre nel 1802, infine, con la riorganizzazione della Repubblica Cisalpina, fu emesso un mandato di cattura nei suoi confronti e fu costretto a riparare a Pisa, dove morì esule e senza prole il 14 gennaio 1808. Aveva sposato nel 1776 Eugenia Pinelli Salvago e fu in seguito sepolto nella chiesa di San Remigio a Fosdinovo.